# SilkAir
SilkAir (Singapore) Private Limited, действовавшая как SilkAir, (там. சில்க்ஏர், кит. трад. 勝安航空, пиньинь Shèng'ān Hángkōng) — упразднённая сингапурская авиакомпания, бывшая дочерняя структура национального авиаперевозчика Singapore Airlines. Портом приписки авиакомпании и её главным транзитным узлом (хабом) являлся международный аэропорт Чанги в Сингапуре.
SilkAir осуществляла регулярные пассажирские перевозки из Сингапура в 44 пункта назначения в Юго-Восточной Азии, Индию, Китай и Австралию. Работав на региональных направлениях, авиакомпания обслуживала все ближнемагистральные маршруты в маршрутной сети Singapore Airlines Group. В период с 31 марта 2012 по 31 марта 2013 года SilkAir перевезла 3,3 миллионов пассажиров, выручка компании за год выросла на 12,7 % и составила 846 миллионов долларов США, а чистая прибыль достигла 96,7 миллионов долларов США.
По состоянию на 2018 год штат сотрудников авиакомпании насчитывал 1574 человека.
18 мая 2018 года руководство Singapore Airlines объявило о том, что с 2020 года пассажирские салоны всех воздушных судов SilkAir будут модернизироваться в рамках последующего объединения дочернего перевозчика с магистралом. В ходе процедуры слияния информация с веб-сайта SilkAir была перенесена на сервер SIA, а сам сам дочерней компании был закрыт 31 марта 2019 года.
28 января 2021 года SilkAir полностью вошла в состав Singapore Airlines и прекратила самостоятельную операционную деятельность.

## История

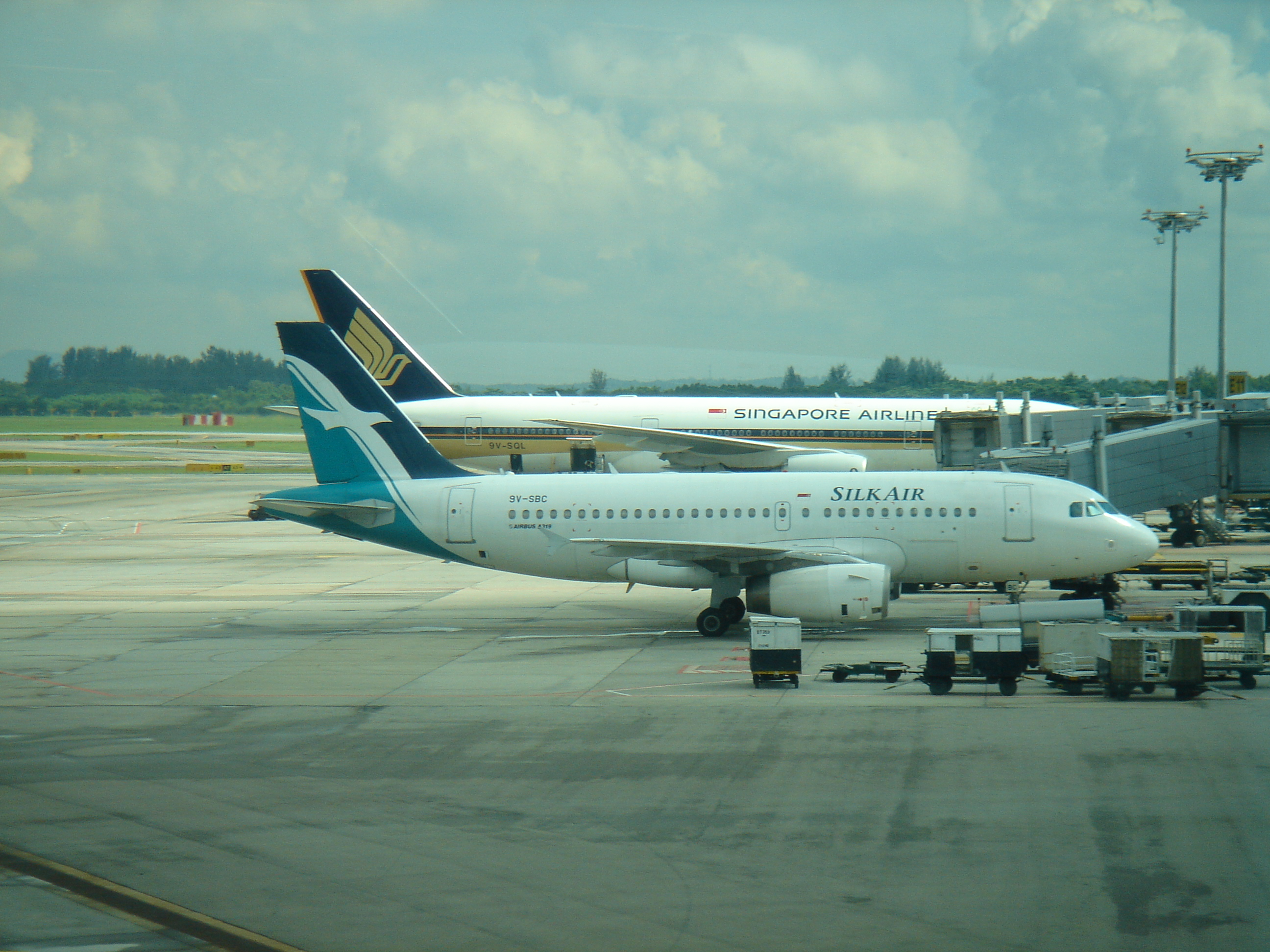
Airbus A319 авиакомпании SilkAir в международном аэропорту Чанги. На заднем плане Boeing 777 авиакомпании Singapore Airlines

Авиакомпания Tradewinds Charters была образована в 1976 году в качестве регионального авиаперевозчика, работавшего на чартерных направлениях и использовавшего преимущественно воздушные суда материнской компании Singapore Airlines. В начале 1989 года Tradewinds Airlines получила в операционный лизинг несколько самолётов McDonnell Douglas MD-87 и 21 февраля того же года открыла регулярные воздушные перевозки из Сингапура по шести направлениям: из сингапурского аэропорта Чанги в международный аэропорт Бандар Сери Бегаван, международный аэропорт Утапао, международный аэропорт Пхукет, международный аэропорт Хатъяй, Куантан, и из второго сингапурского аэропорта Селетар в Тиоман. В этот же период авиакомпания начала предоставлять услуги по чартерным перевозкам бизнес-класса в Джакарту, Пномпень и Янгон.
В 1991 году в компании началась длительная процедура реструктуризации её деятельности, в процессе которой 1 апреля следующего года авиакомпания сменила свой официальный логотип и собственное название на SilkAir. Ребрендинг перевозчика затронул в первую очередь шесть новых самолётов Boeing 737-300, поступивших в её распоряжение годом ранее. В середине 1990-х годов с вводом в эксплуатацию двух новых Airbus A310-200 были открыты регулярные маршруты в Индию и города континентальной части Китая. SilkAir стала первой азиатской авиакомпанией, внедрившей сервис развлечения в полёте, использовав для этого портативные видеоплееры «DigEplayer 5500».

## Динамика развития
Ниже приведена динамика развития авиакомпании SilkAir с 2009 по 2013 годы:
|                                           | Окончание года — 31 марта: |              |              |        |        |
| 2009                                      | 2010                       | 2011         | 2012         | 2013   |        |
| Оборот (млн. долларов США)                | 546,3                      | 538,5        | 670,3        | 750,8  | 846,0  |
| Операционная прибыль (млн. долларов США)  | 33,6                       | 49,2         | 121,4        | 104,6  | 96,7   |
| Перевезено пассажиров (тыс)               | 1954                       | 2356         | 2764         | 3032   | 3295   |
| Динамика пассажирского потока             |                            | ▲20,6 %      | ▲17,3 %      | ▲9,7 % | ▲8,7 % |
| Фактор занятости пассажирских кресел (%)  | 72,5                       | 77,1         | 76,4         | 75,7   | 73,6   |
| Количество воздушных судов (в конце года) | 16                         | 18           | 18           | 20     | 22     |
| Штат сотрудников (в конце года)           | 876                        | 944          | 1116         | 1192   | 1360   |
| Источники                                 | [ 4 ] [ 11 ]               | [ 4 ] [ 12 ] | [ 4 ] [ 12 ] | [ 4 ]  | [ 4 ]  |

### Партнёрские соглашения
В 2012 году авиакомпания SilkAir имела код-шеринговые соглашения со следующими авиакомпаниями:
- Bangkok Airways
- Garuda Indonesia
- Malaysia Airlines
- Shenzhen Airlines[14]
- Singapore Airlines
- Virgin Australia

## Флот

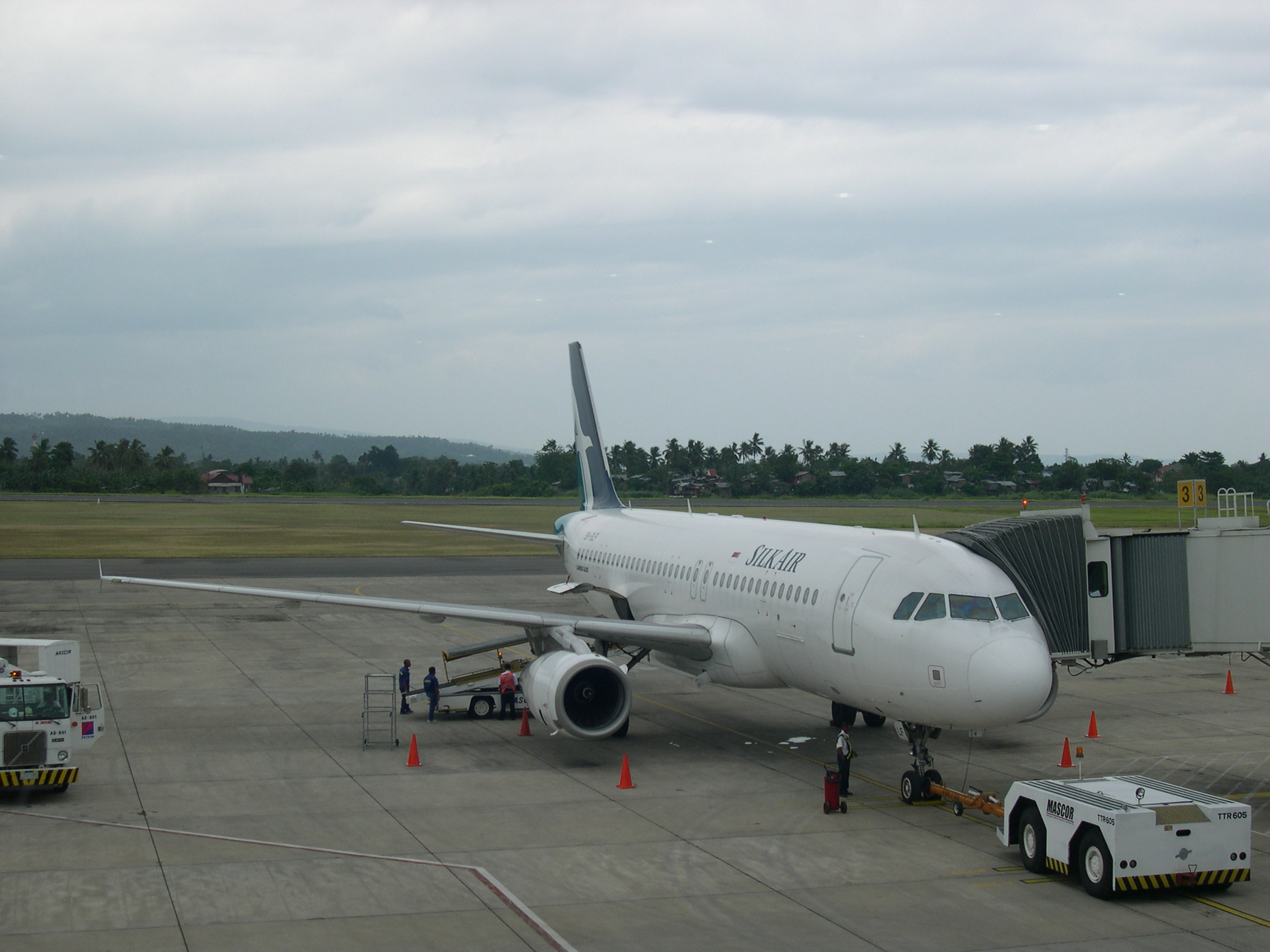
Airbus A320 авиакомпании SilkAir в международном аэропорту Давао (Филиппины)

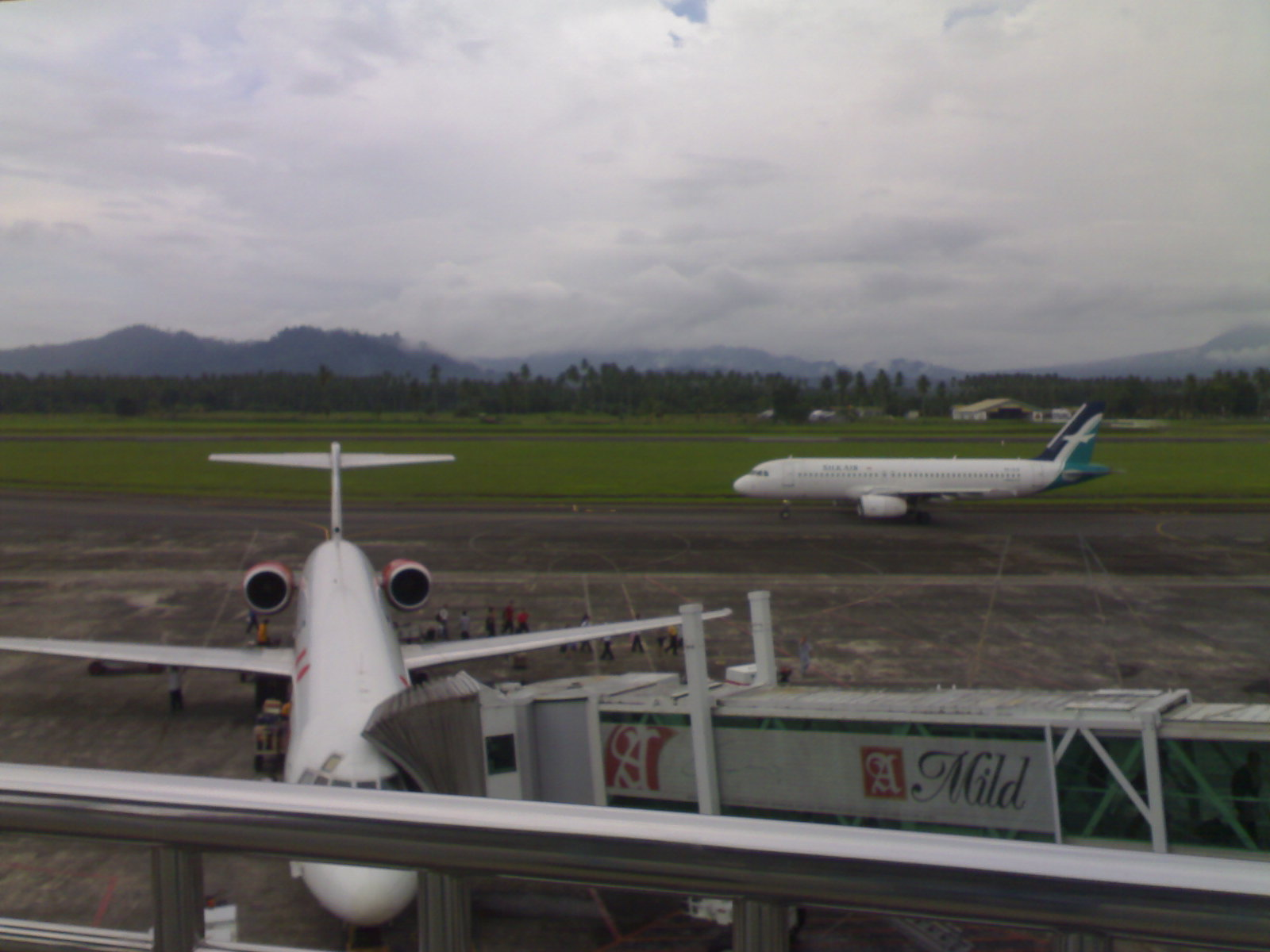
Самолёт SilkAir в международном аэропорту имени Сэма Ратуланги (Манадо, Индонезия)

Первоначально авиакомпания эксплуатировала два самолёта McDonnell Douglas MD-87, взятые в лизинг у материнской компании. В 1990 году SilkAir получила шесть новых лайнеров Boeing 737-300, эксплуатация которых началась в следующем году. С 1993 по 1995 годы авиакомпания использовала два самолёта Airbus A310-200, которые затем были переданы в Singapore Airlines, а также два лайнера Fokker 70 в период с 1995 по 2000 годы. 18 сентября 1998 года в распоряжение перевозчика поступил первый Airbus A320-200 и уже в следующем году SilkAir заменила все самолёты производства концерна Boeing на европейские машины. 3 сентября 1999 года авиакомпания приняла свой первый самолёт модели A319-100. 20 декабря 2006 года руководство компании подписало соглашение о приобретении 11 самолётов Airbus A320-200 с опционом ещё на девять машин этой же модели. Все заказанные лайнеры были поставлены перевозчика в период с 2009 по 2012 годы.
3 августа 2012 года SilkAir подписало с Boeing договор о намерениях приобретения 68 воздушных судов. Предварительное соглашение с концерном включало в себя заказ на 23 самолёта Boeing 737-800 и 31 самолёт Boeing 737 MAX 8 с правами приобретения ещё 14 воздушных судов. 14 ноября того же года предварительное соглашение было оформлено в виде твёрдого контракта. Поставляемыми лайнерами Boeing-737 компания планировала полностью заменить суда Airbus-A319/320.
4 февраля 2014 года авиакомпания получила свой первый Boeing 737-800.
В начале сентября 2018 года авиакомпания SilkAir эксплуатировала следующие воздушные суда:

## Салоны
Все воздушные суда авиакомпании SilkAir были сконфигурированы в двухклассной компоновке салонов.

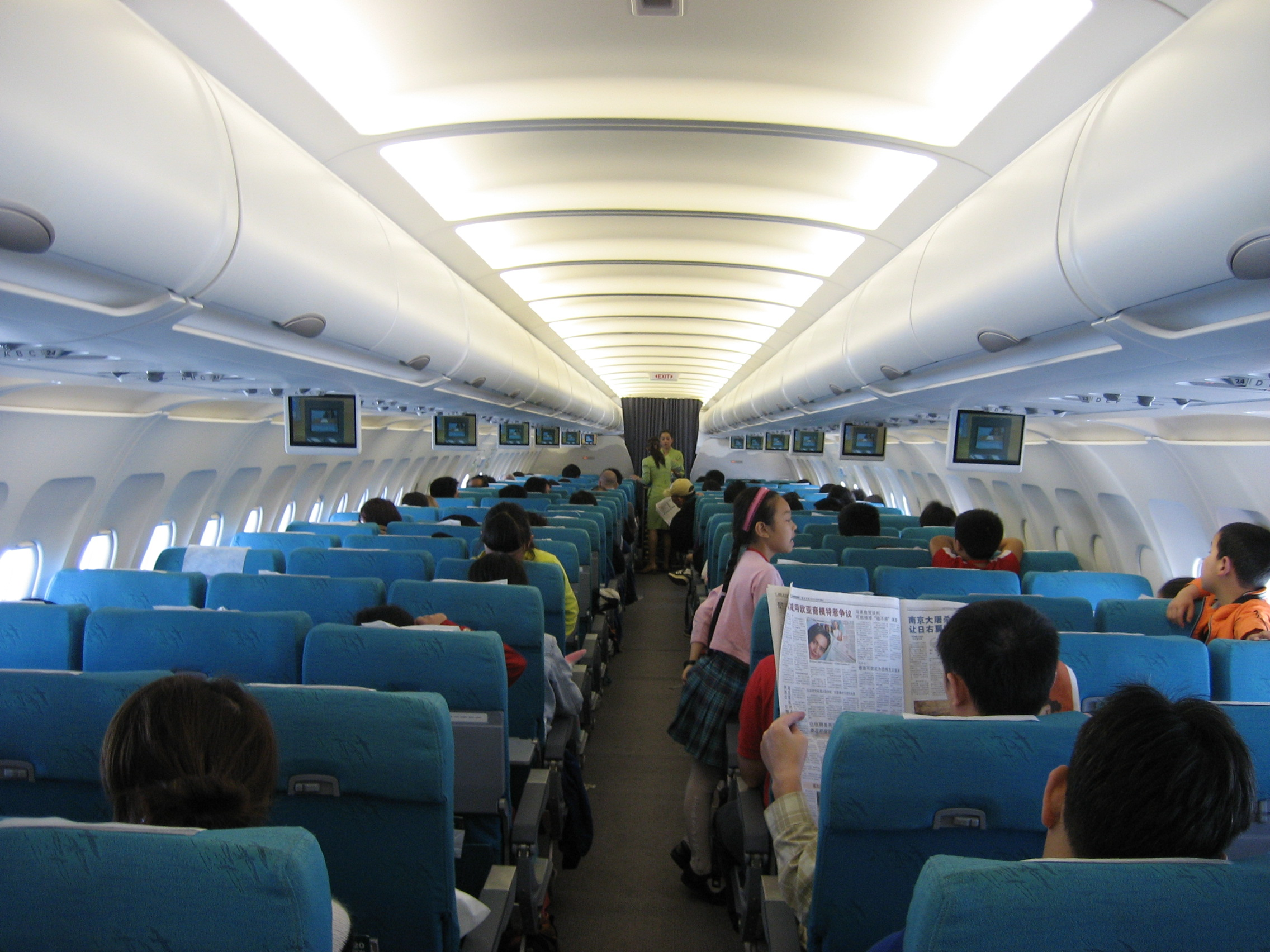
Салон экономического класса Airbus 320—200 авиакомпании SilkAir

### Бизнес-класс
Сервис бизнес-класса был доступен на всех рейсах авиакомпании. Салоны бизнес-класса оборудовались кожаными пассажирскими креслами (ширина 99 до 101 см) с шагом между ними в 49 см.

### Экономический класс
Салоны экономического класса авиакомпании оборудовались стандартными пассажирскими креслами с шириной в 78 см и шагом между ними в 30 см.

## Услуги на борту

### Питание
В качестве борт-питания SilkAir предлагала блюда как восточной, так и европейской кухни. На ряде маршрутов авиакомпания предлагала такие деликатесы, как хайнаньский рис с курицей, лаксу, сиамскую лапшу и другие.

### Развлечения
К вниманию пассажиров авиакомпании предоставлялось множество различных журналов и коротких ознакомительных роликов на персональных видеоэкранах. SilkAir ежемесячно выпускала собственный журнал «Silkwinds».

### Беспроводная система развлечения
Авиакомпания внедрила сервис беспроводной системы развлечения в полёте, воспользовавшись которым, пассажиры имели возможность во время полёта загружать телевизионные программы, потоковое видео, музыку, фильмы и смотреть их с собственных электронных устройств (ноутбуков, планшетов и смартфонов). Услуга предоставлялась бесплатно.

## Tradewinds Tours and Travel
Дочерняя структура Tradewinds Tours and Travel Private Limited авиакомпании работала в качестве туристического оператора, реализовывая турпутёвки по регулярным и чартерным маршрутам SilkAir в Азиатском регионе. Компания была основана в 1975 году, однако полноценную лицензию туроператора получила лишь в 1984 году.

## Премии
В 2009 и 2010 годах авиакомпания занимала первое место в номинации «Лучшая региональная авиакомпания Юго-Восточной Азии» рейтингового агентства Skytrax. В октябре 2011 года SilkAir получила первую премию «Региональная авиакомпания года» от «Centre for Aviation» (CAPA).

## Авиапроисшествия
- 19 декабря 1997 года. Самолёт Boeing 737-36N, выполнявший регулярный рейс 185 из Джакарты в Сингапур, почти через 40 минут после взлёта перевернулся на 180 градусов, вошёл в вертикальное пике и рухнул в реку Музи в окрестностях Палембанга (Индонезия). Погибли все 104 человека, находившиеся на борту. Расследование причин авиакатастрофы привело к разным мнениям и, соответственно, разным выводам. Официально причина трагедии считается неустановленной (см. основную статью)[22][23].